# Il segreto di Jolanda
Il segreto di Jolanda (Yolanda Lujan, in Italia standardizzato con la J al posto della Y) è una telenovela argentina del 1984, per un totale di 135 episodi da 45 minuti ciascuno, interpretata dall'attrice messicana Verónica Castro al fianco di Victor Laplace.

## Trama
La vicenda narra la storia di Jolanda, una ragazza di umili origini che dopo una serie di vicissitudini viene ingiustamente incarcerata per un omicidio che non ha commesso ma riuscirà a dimostrare la propria innocenza e riunirsi con l'amato Juan Carlos e con il loro bambino che nel frattempo era stato rapito per mano del fratello di Juan Carlos.

## Versione italiana
In Italia Il segreto di Jolanda è andata in onda per la prima volta in orario pomeridiano su Odeon TV nel 1987, in seguito è stata replicata su Italia 7 Gold e agli inizi degli anni 2000 su Comedy Life; dopo quasi 10 anni dal 15 gennaio 2010 è stata trasmessa sul canale tematico di SKY Lady Channel. Dal 19 maggio 2017 è anadata in onda nel tardo pomeriggio su Canale 77 in Rosa, e dopo agli inizi degli anni 2017, quando ha cambiato frequenza ed è stata replicata su TV2000.
La sigla originale, Esa Mujer, era interpretata da Verónica Castro ma per la versione italiana vennero utilizzati i brani Il segreto eseguita da Aldo Donati e Simplemente Todo cantata dalla stessa Castro per le prime messe in onda, mentre nella riedizione di Lady Channel viene utilizzata unicamente Simplemente Todo (anche se il brano di Donati può essere ascoltato in versione strumentale come musica di sottofondo durante gli episodi).
Il doppiaggio italiano è a cura della Videodelta - Telecittà (TO); in questa telenovela così come nella successiva Amore proibito Verónica Castro è doppiata da Germana Pasquero.